# Ivana Kmeťová
Ivana Kmeťová, född den 30 januari 1985 i Bojnice, Slovakien, är en slovakisk kanotist.
Hon tog bland annat VM-silver i K-2 200 meter i samband med sprintvärldsmästerskapen i kanotsport 2007 i Duisburg.